# سیارک ۶۱۹۷
سیارک ۶۱۹۷ (به انگلیسی: 6197 Taracho، نامگذاری:1992AB1)۶۱۹۷مین سیارک کشف شده‌است که در ۱۰ ژانویه ۱۹۹۲ کشف شد.
قدر مطلق سیارک برابر ۳۰.۹ است.